# جان بيير فيميل
جان بيير فيميل (26 فبراير 1908 – 28 يناير 1949) كان سائق سباق سيارات فرنسي، وعضوا في المقاومة الفرنسية خلال الحرب العالمية الثانية.
كان فائزًا بسباق 24 ساعة في لومان مرتين، حيث فاز في عامي 1937 و1939. ويُعتبر عمومًا أحد أفضل السائقين الفرنسيين في عصره.
توفي في بوينس آيرس في اختبارات سباق الجائزة الكبرى أثناء قيادته ليسارته سيمكا غورديني ودفن في باريس.